# Locul fosilifer de la Cornițel
Locul fosilifer de la Cornițel este o arie protejată de interes național ce corespunde categoriei a IV-a IUCN (rezervație naturală de tip paleontologic), situată în județul Bihor, pe teritoriul administrativ al comunei Borod, satul Cornițel.
Rezervația naturală are o suprafață de 0,01 ha, și reprezintă resturi de plante (organisme vegetale) fosile în depozite argilo-marnoase din perioada pliocenului.